# Xã Osborne, Quận Pipestone, Minnesota
Xã Osborne (tiếng Anh: Osborne Township) là một xã thuộc quận Pipestone, tiểu bang Minnesota, Hoa Kỳ. Năm 2010, dân số của xã này là 286 người.